# Rudolf Leberl
Rudolf Leberl (* 25. April 1884 in Hochsemlowitz, Böhmen; † 3. September 1952 in Sulzbach an der Donau) war ein deutsch-böhmischer Komponist und Musikpädagoge.

## Leben
Rudolf Leberl wurde als Sohn von Franz Leberl und seiner Frau Franziska, geb. Mühlbauer geboren. Nach Absolvierung des Lehrerseminars studierte er an den Universitäten Prag und Wien. Als gefeierter Interpret Beethovenscher Klaviermusik konnte er sich damals schon einen begeisterten Zuhörerkreis sichern. Mehr als 20 Jahre wirkte er an den Lehrerbildungsanstalten in Budweis und Prachatitz.
1945 wurde er von den tschechoslowakischen Behörden zunächst verhaftet, konnte aber im darauffolgenden Jahr fliehen und fand schließlich in Sulzbach an der Donau eine neue Heimat.
Er komponierte sinfonische Werke, Kammermusik, und Musik für Klavier und Blasinstrumente. Vor allem ist er für seine Kompositionen für die Gitarre bekannt. Daneben beschäftigte er sich mit der Aufzeichnung, Erhaltung und Wiederbelebung von Volksliedern aus dem Böhmerwald.

## Werke (Auswahl)
- Zehn Lieder zur Gitarre nach Gedichten von Justinus Kerner (Lwv 22)
- Spielmannslieder für Singstimme und Gitarre (Lwv 28)
- Streichquartett B-Dur („Das Bayerische“) (Lwv 1343)
- Quartett F-Dur für Oboe, Klarinette, Waldhorn, Fagott (Lwv 1345)
- Streichquartett C-Dur („Böhmerwaldquartett“) (Lwv 1346)